# Doroteia de Saxe-Lauemburgo
Doroteia (Lauemburgo, 9 de julho de 1511 – Sønderborg, 7 de outubro de 1571) foi a esposa do rei Cristiano III e rainha consorte do Reino da Dinamarca e Noruega de 1534 até 1559. Era filha de Magno I, Duque de Saxe-Lauemburgo, e sua esposa Catarina de Brunsvique-Volfembutel, além de irmã de Catarina de Saxe-Lauemburgo, a primeira esposa do rei Gustavo I da Suécia.

## Família
Doroteia era a segunda criança e primeira filha do duque Magno I de Saxe-Lauemburgo e da sua esposa, a duquesa Catarina de Brunsvique-Volfembutel. Os seus avós paternos eram o duque João V de Lauemburgo e a duquesa Doroteia de Brandenburgo. Os seus avós maternos eram o duque Henrique IV de Brunswick-Wolfenbüttel e a princesa Catarina da Pomerânia. A sua irmã Catarina de Saxe-Lauemburgo foi a esposa do rei Gustavo I da Suécia.

## Biografia
Doroteia casa-se com o futuro rei Cristiano III da Dinamarca no dia 29 de Outubro de 1525 no Castelo de Lauemburgo, contra a sua vontade. O casal não tinha uma boa relação com o rei Frederico I da Dinamarca devido às visões luteranas de Cristiano e tinha as suas próprias cortes em Haderslev e Törning. Doroteia torna-se rainha em 1533, apesar de a sua coroação acontecer apenas em 1537 devido à Guerra Civil que se segue imediatamente à ascensão do marido ao trono. Em 1548 acompanha a sua filha Ana ao seu casamento na Saxónia.
A rainha intressava-se por política, e apesar de não ser claro quanta influência poderá ter tido, pensasse que terá participado na nomeação e despedimento de oficiais, sendo contudo impedida de ter um lugar no conselho de estado. Nunca aprendeu a falar dinamarquês e tinha um controlo apertado sobre as suas damas-de-companhia. Em 1540 ajudou Birgitte Gøye a sair de um noivado, uma atitude que levou à criação de uma lei que impedia o noivado de menores. Fica viúva em 1559.
Como viúva passou a viver em Kolding e visitava os seus filhos na Alemanha pelo menos uma vez por ano. Sempre foi rigorosamente disciplinadora com os seus filhos mesmo depois de estes se tornarem adultos, protegendo os mais novos. Pensasse que terá sido por causa dela que o seu filho se casou tarde, visto que foi a rainha a principal opositora do casamento deste com Ana de Hardenberg.
Doroteia viria a apaixonar-se pelo seu cunhado e vizinho, o duque Hans de Schleswig-Holstein-Haderslev enquanto estava ainda casada, tendo planos de se vir a casar com ele depois da morte do marido em 1559, algo a que o seu filho mais velho e vários teólogos se opuseram apesar de a rainha-viúva ter lutado até ao fim para o conseguir. Foi por esta razão que a sua relação com o filho, que nunca tinha sido muito chegada, começou a detriorar-se e viria apenas a piorar com a guerra de 1563-70 com qual discordou e, quando o filho descobriu, em 1567, que Doroteia tinha começado negociações para o casamento do seu filho Magno com uma princesa sueca sem o seu conhecimento. O rei considerou este acto como traição e exilou a rainha para o Castelo de Sønderborg onde esta viria a passar o resto da vida.

## Descendência
- Ana da Dinamarca (1532–1585). Casada com o eleitor Augusto I da Saxónia; com descendência.
- Frederico II da Dinamarca (1534–1588). Casado com Sofia de Mecklenburg-Güstrow.
- Magno da Dinamarca, rei da Livônia (1540–1583). Casado com Maria Vladimirovna de Staritsa; com descendência.
- João II de Schleswig-Holstein-Sonderburg-Plön (1545–1622). Casado primeiro com a duquesa Isabel de Brunswick-Grubenhagen; com descendência. Casado depois com a duquesa Inês Edviges de Anhalt.
- Doroteia da Dinamarca (1546–1617). Casada com Guilherme de Brunsvique-Luneburgo; com descendência.